# Čvrstoća
Čvrstoća je mehaničko svojstvo materijala koje pruža otpor djelovanju sile. Čvrstoća nekog materijala jednaka je onom naprezanju koje uzrokuje slom tog istog materijala. Materijali se sastoje od jednog kristala ili više njih (monokristali, polikristali) ili su amorfni. Razaranje kristala nastaje zbog prekoračenja interatomskih ili intermolekularnih sila na dva načina: 
- odvajanjem jednoga dijela od drugoga u ravnini okomitoj na smjer djelovanja sile ili
- smicanjem ili posmikom, to jest međusobnim pomakom jednoga dijela kristala prema drugomu u kliznim ravninama kristala.

Amorfni su materijali izotropni, nemaju izrazitih kliznih ravnina; razaranje nastaje odvajanjem jednoga dijela od drugoga ili posmikom, no na plohama koje u pravilu nisu ravne. Prema tim dvjema osnovnim vrstama razaranja razlikuje se vlačna ili rastezna čvrstoća i smična čvrstoća. U tehnici se kao čvrstoća materijala uzima omjer najveće vlačne sile ili posmika što ih tijelo može podnijeti i površine plohe presjeka. Vlačna čvrstoća eksperimentalno se utvrđuje statičkim vlačnim pokusom, koji se provodi na uređaju nazvanome kidalica. Vlačna je čvrstoća, prema tome, naprezanje pri najvećoj sili kod statičkoga vlačnog pokusa.
Ako je poznata atomska i molekularna struktura materijala, mogu se teoretski izračunati sile kojima su vezani atomi i molekule. Pokazalo se, međutim, da stvarna (tehnička) čvrstoća kristala iznosi tek stoti ili tisućiti dio teoretske čvrstoće. Ta se pojava tumači različitim pogreškama u atomskoj ili molekularnoj strukturi kristala, a i u amorfnoj masi (nepravilnosti u strukturi kristala, dislokacije, šupljine; to jest defekti čvrstog stanja). Tehnički materijali najčešće su polikristalni ili amorfni, no kod nekih je materijala struktura složenija, zbog čega je i izgled prijelomne površine drugačiji nego kod monokristala. Plastični (na primjer olovo) i elastoplastični materijali (na primjer meki čelici, aluminij, guma) nemaju određene tlačne čvrstoće, jer se mogu gotovo neograničeno deformirati. Krhki se materijali pri pritisku razaraju uglavnom zbog prekoračenja smične čvrstoće. Tlačna čvrstoća krhkih materijala (lijevanoga željeza, stakla, kamena) znatno je veća od vlačne čvrstoće; to se tumači većom osjetljivošću krhkih materijala na pogreške u strukturi, koje se više očituju kod vlačnog naprezanja.

## Vlačna čvrstoća
Vlačna čvrstoća (oznaka: σM) je osnovno mehaničko svojstvo materijala, uz granicu razvlačenja, na osnovu kojeg se materijali vrednuju prema njihovoj mehaničkoj otpornosti na naprezanje. Vlačna čvrstoća predstavlja omjer maksimalne postignute sile pri vlačnom ispitivanju na kidalici i ploštine početnog presjeka ispitnog uzorka ili epruvete. Ona je suprotna vrijednost od tlačne čvrstoće.

### Dijagram naprezanja
Dijagram naprezanja prikazuje međusobnu ovisnost σ - vlačnog naprezanja i ε - relativnog produljenja ili linijske vlačne deformacije. U materijalu koji je opterećen nekom silom F nastaju naprezanja σ koja uzrokuju njegovo rastezanje. Naprezanje σ je omjer sile F i ploštine A presjeka štapa ili šipke (okomitog na smjer sile).
{\displaystyle \sigma ={\frac {F}{A}}}
Zbog djelovanja sile F (a time nastalog naprezanja σ) štap ili šipka će se od početne duljine Lo rastegnuti na duljinu L. Tako je produljenje štapa ili šipke:
{\displaystyle \varepsilon ={\frac {\Delta L}{L_{0}}}={\frac {L-L_{0}}{L_{0}}}}
Relativno produljenje ε (duljinska ili uzdužna deformacija) štapa ili šipke je produljenje s obzirom na početnu duljinu Lo. Početno je naprezanje linearno (deformacija je izravno razmjerna naprezanju). U području linearnog rastezanja (Hookeov zakon) materijal je elastičan i nakon prestanka djelovanja sile, odnosno naprezanja, on se vraća u početno stanje. Youngov modul elastičnosti je omjer naprezanja i relativnog produljenja (u području elastičnosti). Tehnička granica elastičnosti je naprezanje pri kojem osjetljiva mjerila osjete prvo primjetno trajno produljenje materijala (pri još nepromijenjenom presjeku Ao). Nakon te granice (obično na kraju linearnog rastezanja) materijal se rasteže plastično i nakon prestanka djelovanja sile ne vraća se više na početnu duljinu Lo, već ostaje određeno trajno produljenje, uz suženje presjeka, A < Ao).

## Način opterećenja
S gledišta smjera opterećenja razlikujemo:
- opterećenje na vlak (rastezanje);
- opterećenje na tlak (poseno je često u građevnim materijalima - beton, kamen);
- opterćenje na savijanje (kod grede na dva oslonca na krajevima donji pojas grede opterećen je vlačno, a gornji tlačno);
- opterećenje na smik (odrez, na primjer kod limova spojenih zakovicama, zakovica je opterećena na smik);
- torzijsko opterećenje ili uvijanje (koje je u stvari poseban slučaj smičnog opterećenja).

Neki materijali pokazuju vrlo velike razlike u vlačnoj i tlačnoj čvrstoći. Tako primjerice beton i kamen imaju zanemarivu nosivost u vlačnom smjeru, ali zato imaju vrlo veliku tlačnu čvrstoću. Za svaku vrstu opterećenja mora se odrediti dopuštena čvrstoća s kojom se ulazi u proračun strojnih elemenata.
S gledišta karakteristika opterećenja razlikujemo:
- mirno opterećenje
- udarno opterećenje
- pulsirajuće opterećenje (koje se mijenja samo u jednom smjeru, npr. vlačnom)
- izmjenično opterećenje (koje naizmjenično mijenja smjer npr. iz vlačnog u tlačno i obratno)
- titrajno (pulsirajuće ili izmjenično s vlo visokim brojem izmjena u sekundi)

Kod izmjeničnog, a pogotovo titrajnog opterećenja (opruge, kotrljajući ležaji, spone i poluosovine automobila, avionska krila i dr.) javlja se pojava umora materijala, pa se za takva titrajna opterećenja dopuštena čvrstoća određuje zavisno o željenog trajnosti elemenata koji će se od tog materijala izrađivati. Ona je svakako niža od dopuštene čvrstoće za mirno opterećenje. U mnogim slučajevma se zahtijeva da element izdrži beskonačno mnogo titraja, pa onda govorimo o trajnoj titrajnoj čvrstoći, koja je daleko ispod dopuštene čvrstoće za mirno opterećenje. Lomovi zbog umora materijala imaju karakterističan oblik po slici. Vidljiv je početak loma na oslabljenom mjestu zbog nehomogenosti materijala, hrđe ili uključci i slično, oko kojega se sa svakim titrajem proširuje područje prekinutog presjeka, dok se nosivi dio presjeka ne smanji toliko da normalno radno opterećenje prekorači granicu loma. 

## Čvrstoća konstrukcije
Čvrstoća materijala i konstrukcije ovisi o više čimbenika. Iako se iz vlačne i smične čvrstoće može teoretski proračunati i čvrstoća pojedinih dijelova konstrukcija napregnutih na neki drugi način, ipak se tako proračunane vrijednosti manje ili više razlikuju od stvarnih čvrstoća. Veličina tog neslaganja ovisi o tome u kojoj se mjeri pretpostavke o svojstvima materijala (elastičnost, plastičnost, izotropnost, homogenost) poklapaju s njegovim stvarnim svojstvima. Kod jednostavnih načina naprezanja (savijanje, tlak, torzija ili uvijanje) ravnih štapova od homogenog i elastičnog materijala, proračunane čvrstoće vrlo malo odstupaju od stvarnih. Kod složenijih načina naprezanja (mjestimični tlak) dijelova konstrukcija složenijeg oblika (na primjer kućišta motora s unutarnjim izgaranjem) izrađenih od heterogenih materijala, proračun čvrstoće matematički je vrlo složen i neslaganje je između proračunanih i stvarnih čvrstoća veliko. U takvim se slučajevima čvrstoća ispituje iskustveno (empirijski) na prototipovima ili na modelima.
Čvrstoća materijala ovisi o tome je li tijelo napregnuto samo u jednom smjeru ili u nekoliko njih. Ispitivanja su pokazala da je čvrstoća tijela napregnuta istovrsnim silama u nekoliko smjerova veća od čvrstoće tijela napregnute samo u jednom smjeru. Kako bi se olakšao proračun čvrstoće pojedinih dijelova napregnutih u više smjerova (složena čvrstoća, na primjer stijenke kotla pod tlakom), postavljene su takozvane teorije čvrstoće (Rankine, Saint-Venant, Guest, Tresca, Mohr, Haigh Mises-Hencky), koje daju omjere čvrstoćâ nekog materijala kod naprezanja u jednom smjeru ili u više međusobno okomitih smjerova. Ta se teorija primjenjuje s manje ili više uspjeha u proračunima čvrstoća konstrukcija. Pokusi su osim toga pokazali da se mnogi krhki materijali pri naprezanju u nekoliko smjerova vladaju kao plastični, to jest da ih je prije razaranja moguće u znatnoj mjeri deformirati.
Na čvrstoću utječe brzina prirasta naprezanja. Čvrstoća materijala pri polaganom povećanju naprezanja (statička vlačna čvrstoća) obično je manja od čvrstoće pri nagloj promjeni naprezanja (dinamička čvrstoća). S porastom temperature statička vlačna čvrstoća konstrukcijskih materijala opada, a to je čest uzrok rušenja konstrukcija u požaru. Dinamička čvrstoća smanjuje se kod sniženih temperatura, tako da je dinamička čvrstoća metala i velikog dijela ostalih konstrukcijskih materijala najveća kod temperatura 0 do 400 °C.
Čvrstoća metala znatno ovisi i o toplinskoj obradi (kaljenje, popuštanje).
Vlažnost smanjuje čvrstoću šupljikavih materijala, što se tumači smanjenjem kapilarnih sila. Kapilarne sile učvršćuju šupljikava tijela (na primjer potpuno suh ili potpuno mokar pijesak nema nikakve čvrstoće, a kod vlažnog pijeska kapilarne sile drže zrna pijeska zajedno).
Osobito je važno smanjenje čvrstoće materijala pri promjenljivome dinamičkom naprezanju. Pokazalo se naime da se dijelovi konstrukcija, koji su napregnuti periodički promjenljivim naprezanjem, lome nakon određenoga broja promjena naprezanja i kod naprezanja koje je manje od statičke čvrstoće. Ta se pojava zove umor materijala. Takvi su lomovi vrlo nezgodni jer nastaju bez lako uočljivih znakova iscrpljenosti materijala. Čvrstoća materijala smanjuje se s brojem promjena naprezanja, a ovisi i o granicama unutar kojih se naprezanje mijenja. Kod izmjeničnog naprezanja (jednako velik vlak i tlak) čvrstoća je manja nego kod jednosmjernog naprezanja. Naprezanje kod kojega materijal može izdržati neograničeno velik broj promjena naziva se dinamička izdržljivost materijala. U praksi se materijali dinamički ispituju na umornost do 10 milijuna promjena. Kod većine konstrukcijskih materijala dinamička izdržljivost iznosi 20 do 60% statičke čvrstoće. Izgled prijelomnoga mjesta zbog umora drugačiji je od onoga zbog prekoračenja statičke čvrstoće. Nagle promjene oblika tijela, izbočine, utori, zarezi, neravnine na površini smanjuju statičku vlačnu čvrstoću materijala i dinamičku izdržljivost. Na takvim mjestima nastaje koncentracija naprezanja.
Osim navedenih načina naprezanja (vlak, tlak, posmik, savijanje i uvijanje), kod kojih razaranje nastaje zbog prekoračenja čvrstoće materijala, u tehnici su također važne neke druge pojave zbog kojih se može srušiti konstrukcija. Postoje problemi stabilnosti, od kojih su najvažniji izvijanje i izbočenje. Izvijanje je pojava da vitak štap pod djelovanjem sile određene veličine, koja ga pritišće u smjeru njegove osi, dobiva zakrivljen oblik. Daljnje povećanje sile, makar bilo maleno, lomi štap zbog zajedničkog djelovanja tlaka i savijanja. Sila kod koje se štap izvine naziva se kritičnom silom. Njezina veličina, međutim, ne ovisi samo o čvrstoći materijala nego i o njegovim elastičnim i plastičnim svojstvima te o izmjerama štapa, pa se ona može s priličnom točnošću izračunati ako su spomenuta svojstva poznata. Proračun centrično pritisnutih štapova kod kojih postoji opasnost izvijanja može se svesti na proračun čvrstoće, jer je poznata kritična sila, a poznata je i površina presjeka štapa, pa se odatle može izračunati i kritično naprezanje. Koeficijent sigurnosti u tom je slučaju omjer kritičnog naprezanja i stvarnog naprezanja štapa. Slična je pojava izbočenje tankih limova.

### Stupanj sigurnosti
Dijelovi konstrukcije uvijek se dimenzioniraju tako da najveće dopušteno naprezanje u konstrukciji zbog najnepovoljnijega zajedničkog djelovanja svih mogućih naprezanja (vlastita težina, ljudi, strojevi, vozila, snijeg, vjetar) iznosi tek jedan dio nominalnog naprezanja. Omjer između nominalnog i najvećega dopuštenog naprezanja u konstrukciji naziva se koeficijentom sigurnosti, a njegov izbor ovisi o vrsti materijala, načinu naprezanja (vlak, tlak), vrsti naprezanja (dinamičko, statičko) te o namjeni konstrukcije (stalna ili privremena naprezanja). Koeficijent sigurnosti obično je 2 do 10.

## Poveznice
- Dijagram naprezanja
- Granica razvlačenja
- Kidalica
- Lom materijala
- Vlačna čvrstoća
- Vlačno ispitivanje